# James Buckley (biskup)
James Buckley (ur. 24 lutego 1770 w Londynie, zm. 26 marca 1828) – angielski duchowny rzymskokatolicki, misjonarz, wikariusz apostolski Trynidadu.

## Życiorys
24 grudnia 1794 otrzymał święcenia prezbiteriatu.
6 marca 1819 papież Pius VII mianował go wikariuszem apostolskim Trynidadu oraz biskupem in partibus infidelium gerrhyjskim. 29 czerwca 1819 przyjął sakrę biskupią z rąk wikariusza apostolskiego Dystryktu Londyńskiego bpa Williama Poyntera. Przy sakrze asystował ks. James Yorke Bramston.
Urząd wikariusza apostolskiego sprawował do śmierci 26 marca 1828.